# Stüve-Diagramm

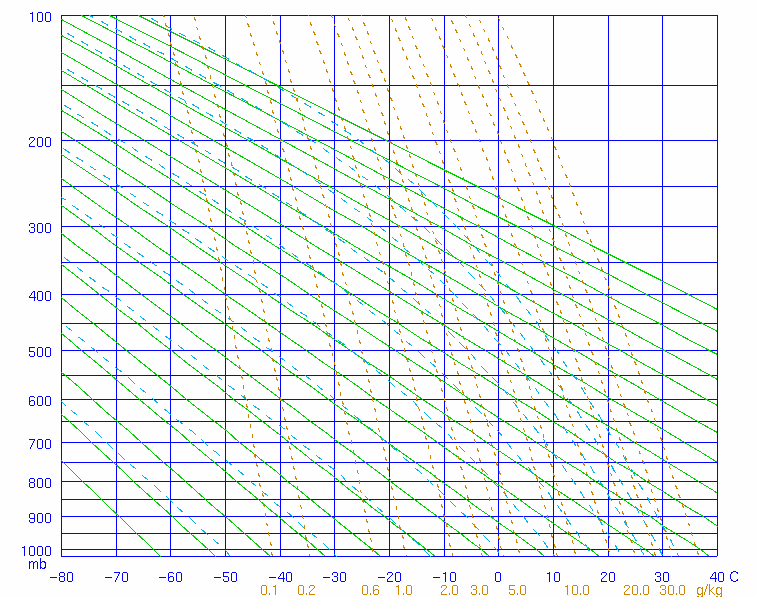
Beispiel eines Stüve-Diagramms

Ein Stüve-Diagramm ist eines von vier thermodynamischen Diagrammen, die häufig in der Wetteranalyse und -vorhersage verwendet werden. Es wurde um 1927 vom deutschen Meteorologen Georg Stüve entwickelt und hat sich schnell durchgesetzt, um damit die Temperatur- und Taupunkt-Messungen von Radiosonden darzustellen.
Dieses Diagramm ist insofern einfach, als es gerade Linien für die drei Primärgrößen Druck, Temperatur und potenzielle Temperatur verwendet. Die Isothermen sind gerade und vertikal (anders als beim Emagramm, wo sie um 45° geneigt sind),
die Isobaren sind gerade und horizontal und die Trocken-Adiabaten sind ebenfalls gerade und haben eine Neigung von 45 Grad nach links, lediglich die Feucht-Adiabaten sind gebogen. Windpfeile werden oft an der Seite des Diagramms gezeichnet, um die Winde in verschiedenen Höhen anzuzeigen. Um Platz zu sparen, werden die gleichen Symbole wie in Wetterkarten verwendet.
Die Verwendung dieser Konfiguration der Achsen opfert jedoch die Eigenschaft der ursprünglichen Clausius-Clapeyron-Beziehung, dass gleiche Flächen gleichen Energiemengen entsprechen. Es erlaubt die Analyse der Wolkenschichten und der Stabilität der atmosphärischen Schichtung, erlaubt aber keine Berechnung der konvektiven verfügbaren potentiellen Energie (CAPE). Deshalb werden die drei anderen thermodynamischen Diagramme (Emagramme, Tephigramme und Skew-T log-P-Diagramme) häufig bevorzugt, letzteres vor allem in den USA.